# Насахма
Насахма (Насакма) — царь Куша (Нубия) в 468—463 годах до н. э.
Унаследовал трон после Сиаспики. После Насахмы правил Малиевиебамани, который, возможно, был его старшим сыном. Талакамани, правивший после Малиевиебамани, вероятно был младшим сыном Насахмы. Другая версия состоит в том, что Талакамани — сын Малиевиебамани и, таким образом, вероятный внук Насахмы.
Насахма похоронен в Нури (пирамида № 19). Бостонский Музей изобразительных искусств имеет несколько объектов, которые могут принадлежать Насахме.